# Czarny Łoś. Opowieść indiańskiego szamana
Czarny Łoś – opowieść indiańskiego szamana: dzieje świętego człowieka Siuksów Oglala opowiedziane poprzez Johna G. Neihardta (Płomienną Tęczę) (w skrócie Czarny Łoś lub Opowieść indiańskiego szamana, ang. Black Elk Speaks. Being the Life Story of a Holy Man of the Oglala Sioux as told through John G. Neihardt (Flaming Rainbow), zazwyczaj w skrócie Black Elk Speaks) – książka Johna G. Neihardta, amerykańskiego poety i pisarza, będąca zapisem wspomnień Czarnego Łosia (Black Elk), z plemienia Oglala Lakota. Czarny Łoś opowiadał w języku lakota, a obecny podczas rozmów syn opowiadającego, Ben Black Elk, tłumaczył słowa ojca na angielski. Podczas tych rozmów Neihardt robił notatki, które później wykorzystał jako podstawę swojej książki.

## Geneza
Latem 1930 roku, w ramach badań nad indiańskimi poglądami na ruch Tańca Duchów, poeta i pisarz John Gneisenau Neihardt otrzymał niezbędne pozwolenie z Biura do spraw Indian na wyjazd do rezerwatu Pine Ridge. W towarzystwie dwóch córek udał się na spotkanie z poważanym przedstawicielem plemienia Oglala o imieniu Czarny Łoś. Jego zamiarem była rozmowa z kimś, kto brał udział w Tańcu Duchów. W większości rezerwaty nie były wówczas otwarte dla zwiedzających. W wieku 13 lat Czarny Łoś brał także udział w bitwie nad Little Big Horn i przeżył masakrę Wounded Knee w 1890 roku.
Neihardt wspominał, że Czarny Łoś zaprosił go na kolejne rozmowy. Indianin zrelacjonował mu swoje wizje, w tym jedną, w której widział siebie jako „szóstego dziadka” – mędrca, duchowego przedstawiciela ziemi i ludzkości. Obaj mężczyźni z czasem blisko się zaprzyjaźnili. Córka Neihardta, Hilda Neihardt, twierdziła, że Czarny Łoś adoptował ją, jej siostrę i ich ojca jako krewnych, nadając każdemu z nich lakotańskie imiona.

## Recepcja, kontrowersje
Kolejne wydania i tłumaczenia książki zyskały wielu czytelników na świecie. Utwór wywarł wrażenie na Carlu Jungu. Stał się też inspiracją dla wielu grup New Age.  
Wątpliwości związane z książką dotyczą wpływu każdej z trzech osób (Czarny Łoś, Neihardt, Ben Black Elk) uczestniczących w jej powstaniu na całokształt utworu. Zarzucano też Neihardtowi, że nie znając języka i kultury Lakotów, nie był w stanie w pełni zrozumieć kontekstu i przeinaczył relację. Według Raymonda J. DeMallie Neihardt mógł też wyolbrzymić lub zmienić niektóre części historii, aby uczynić ją bardziej przystępną i atrakcyjną dla białego czytelnika z lat 30. XX wieku.

## Treść
Czarny Łoś, dawny wojownik i szaman (medicine man) Siuksów opowiada o tym, jak był świadkiem wydarzeń ważnych dla swego ludu. Już jako trzynastoletni chłopiec obserwował słynną bitwę Indian z 7 Pułkiem Kawalerii gen. Custera nad rzeką Little Bighorn (1876), a w roku 1890 przeżył masakrę nad strumieniem Wounded Knee. 
Książka jest opowieścią o duchowym doświadczeniu, z którym zetknął się Czarny Łoś. Autor przekazuje w niej także wizję, która przekraczała granice ludzkiego doświadczenia i która miała zapewnić przetrwanie narodowi Siuksów.

## Wydania i tłumaczenia
Niektóre wydania amerykańskie: 
- Black Elk Speaks
  - 1932, William Morrow & Company(inne języki)[11]
  - 1961, University of Nebraska Press, z nową przedmową Neihardta, ISBN 0-8032-5141-6
  - 1979,  z nową przedmową Vine’a Delorii Jr., ISBN 0-8032-3301-9
- Black Elk Speaks: Being the Life Story of a Holy Man of the Oglala Sioux, as told through John G. Neihardt (Flaming Rainbow)
  - 1988,  University of Nebraska Press, ISBN 0-8032-8359-8
  - 1991, audiobook na dwóch kasetach na podstawie wydania University of Nebraska Press, Audio Literature, Berkeley, Calif., ISBN 978-0-944993-36-1ISBN 0-944993-36-2
  - 2000, wydanie z indeksem, ISBN 0-8032-6170-5
- Black Elk Speaks: Being the Life Story of a Holy Man of the Oglala Sioux, 2008, SUNY Press, Albany, NY, ISBN 978-1-4384-2540-5, z adnotacjami Raymonda J. DeMallie(inne języki)
- Black Elk Speaks: The Complete Edition, 2014, University of Nebraska Press,  ISBN 0-8032-8391-1

Utwór został także przetłumaczony na chiński (ISBN 978-986-7416-02-5), czeski (Rozprávanie Čierneho Losa: príbeh života svätého muža z kmeňa oglalských Siuxov, ISBN 978-80-966961-6-1), duński (Black Elk taler: en medicinmand fra Oglala Sioux indianerstammen beskriver sit liv, ISBN 978-87-590-2104-0), francuski (Élan-Noir parle. La vie d'un saint homme des Sioux Oglalas, ISBN 978-2-903951-09-2), hiszpański (Los últimos Sioux, ISBN 978-84-279-3830-4; Alce negro habla, ISBN 978-84-7651-913-4), koreański (빼앗김大地의꿈: 인디안예언자검은고라니의말), niemiecki (Ich rufe mein Volk: Leben, Visionen und Vermächtnis des letzten großen Sehers der Ogalalla-Sioux, ISBN 978-3-921521-41-0), niderlandzki (Zwarte Eland spreekt: verhalen en visioenen van de laatste ziener der Oglala-Sioux, ISBN 978-90-6131-679-4), perski (farsi), rosyjski („Говорит Черный Лось” w zbiorze „Откровение Черного Лося”, ISBN 978-5-85000-005-9), szwedzki (Black Elk talar: historien om en helig man av oglala lakota-folket, ISBN 978-91-502-1301-0), włoski (Alce Nero parla. Vita di uno stregone dei Sioux Oglala, ISBN 978-8845907562).
Książkowe wydane w Polsce poprzedziła publikacja fragmentów zatytułowana Mówi Czarny Łoś na łamach miesięcznika „W drodze”. Książka została wydana przez poznańskie wydawnictwo  Zysk i S-ka (ISBN 83-86211-48-2) w tłumaczeniu Marka Maciołka i Marka Nowocienia pod tytułem Czarny Łoś – opowieść indiańskiego szamana: dzieje świętego człowieka Siuksów Oglala opowiedziane poprzez Johna G. Neihardta (Płomienną Tęczę) w oparciu o piętnaste masowe wydanie książki „Black Elk Speaks” (ISBN 0-671-45221-5). Oryginał amerykański zawierał 16 rysunków autorstwa Stojącego Niedźwiedzia, które z powodu jakość reprodukcji w wydaniu polskim pominięto. Tytuł i jego zapis bywają interpretowane na kilka sposobów. 

## Adaptacje sceniczne
Christopher Sergel dokonał adaptacji scenicznej książki pt. Black Elk Speaks w latach 70. XX wieku, kiedy to została wystawiona na deskach Folger Theatre w Waszyngtonie, a następnie odbyła krajowe tournée po rezerwatach w 1978 r. Po śmierci Sergela ukazała się jego nowa wersja sztuki Black Elk Speaks, której premiera miała miejsce w styczniu 1995. W tej produkcji Denver Center Theatre Company grali Ned Romero i Peter Kelly Gaudreault.. W jednej z inscenizacji główną rolę zagrał David Carradine.